# محمود اول سلجوقی
محمود بن ملکشاه چهارمین پادشاه سلجوقی به مدت یک سال و اندی از ۴۸۵ تا ۴۸۷ ه‍.ق پادشاهی حکومت سلجوقی را بر عهده داشت. وزیر وی تاج‌الملک بود که در سال ۴۸۵ ه‍.ق به‌دست نیروهای نظامیه به قتل رسید.
با مرگ ملکشاه مادر محمود، ترکان خاتون، خلیفه المقتدی را مجبور به خطبه خواندن به نام محمود کرد و به این ترتیب محمود در سال ۴۸۵ ه‍.ق در حالی که چهار سال و اندی بیش نداشت به پادشاهی برگزیده شد و پس از فرار برادرش برکیارق از اصفهان به ری محمود در اصفهان تاجگذاری کرد.
بعد از مدت کوتاهی با شورش تتش و مرگ ترکان خاتون برکیارق برای درخواست یاری برای مقابله با تتش به اصفهان نزد محمود آمد؛ ولی محمود سه روز پس از ورود برکیارق به علت بیماری آبله در گذشت.
با مرگ سلطان جلال‌الدین ابوالفتح حسن ملکشاه در سال ۴۸۵ ه‍.ق دستگاه حکومت سلجوقیان دچار آشفتگی سیاسی شد. در طول دورهٔ بعد از او، حکومت سلجوقیان گرفتار جنگ‌های خاندانی بین فرزندان ملکشاه و دیگر مدعیان تاج و تخت شد. در این دوره، بخش‌های مختلف قلمرو حکومت سلجوقیان به دست شاهزادگان و امیران و بزرگان سلجوقی اداره می‌شد. بعد از مرگ ملشکاه، همسر او ترکان خاتون برای حکومت پسرش محمود بن ملکشاه تلاش زیادی کرد و در این راه با طرفداران برکیارق پسر دیگر ملکشاه درگیر جنگ‌هایی شد. بعد از چند جنگ، سرانجام ترکان خاتون درگذشت و بعد از مدتی محمود بن ملکشاه هم از بیماری آبله درگذشت و حکومت سلجوقیان به دست برکیارق افتاد.

## جنگ‌های جانشینی بعد از مرگ سلطان ملکشاه
پس از مرگ ناگهانی سلطان ملکشاه در ۱۵ شوال سال ۴۸۵ ه‍.ق جنگ‌های داخلی و خاندانی مدت‌ها حکومت سلجوقی را گرفتار آشوب و اختلاف کرد. دورهٔ پس از مرگ ملکشاه سلجوقی، دورهٔ اغتشاش و آشوب و جنگ‌های خانگی در حکومت سلجوقیان بود. با وجود همهٔ این آشوب‌ها، مرزهای خارجی امپراتوری سلجوقی در نتیجه کوشش‌ها و سیاست‌های ملکشاه و خواجه نظام الملک، که سیاست آن‌ها نگهداری از مرزهای شمال غربی از طریق تمرکز ترکمانان در آذربایجان و ارّان و مراقبت و پاییدن دقیق قراخانیان در مرزهای شمال شرقی بود، آرام و استوار باقی ماند. خود ملکشاه از قبل برای جلوگیری از چنین جنگ‌هایی، در شوال ۴۸۰ ه‍.ق از بین همهٔ پسران خود احمد را که ده سال داشت با القاب ملک الملوک، عضد الدوله، تاج المله عده‌امیرالمؤمنین به ولیعهدی انتخاب کرده بود اما احمد در سن یازده سالگی در مرو درگذشت و پس از مرگ او، ملکشاه یکی دیگر از پسران خود به نام برکیارق را ولیعهد کرد. او در سال ۴۷۱ ه‍.ق از زبیده خاتون، دختر امیر یاقوتی بن چغری بیک، و همسر ملکشاه به دنیا آمده بود. ملکشاه در حقیقت با صلاحدید نظام الملک بود که برکیارق را به ولیعهدی انتخاب کرده بود، و این باعث شد که ترکان خاتون همسر قدرتمند ملکشاه و دختر طمغاج خان، به شدت با خواجه دشمن شود چون او می‌خواست پسرش محمود ولیعهد گردد. بعد از مرگ خواجه نظام الملک، ملکشاه تحت تأثیر تاج الملک ابوالغنائم وزیر، برکیارق چهارده ساله را از ولیعهدی خلع کرد و به جای او دیگر پسرش محمود خردسال را ولیعهد خواند

## ترکان خاتون و تلاش او برای حکومت پسر محمود بن ملکشاه
در سال ۴۸۵ ه‍.ق سلطان ملکشاه سلجوقی در بغداد درگذشت، برکیارق در اصفهان بود و ترکان خاتون و محمود در بغداد بودند. ترکان خاتون با کمک تاج الملک وزیر، برای مدتی مرگ ملکشاه را پنهان نگه داشت، و با پرداخت پول و بخشش‌هایی به دولتمردان و بزرگان سپاه حمایت آن‌ها را برای سلطنت پسرش محمود به دست آورد و از آن‌ها بیعت گرفت. 
صدرالدین علی سه دلیل را برای بیعت درباریان و سپاهیان با محمود ذکر می کند:"اول اینکه مادرش ترکان خاتون در زمان سلطنت سلطان ملکشاه بر همه امور حاکم بود و همیشه خود را نسبت به سپاهیان سخاوتمند نشان داده بود و آنها پسرش را ترجیح دادند، دلیل دوم این بود که ترکان خاتون از خاندان شاهان ترک بود، گفتند از طایفه افراسیاب است. سوم این بود که پول در دست او بود و بین درباریان و سپاهیان تقسیم می‌کرد" از سوی دیگر، ترکان خاتون برای رسمیّت دادن به سلطنت محمود، از خلیفه المقتدی خواست تا به نام او خطبه بخواند. بعضی از علماء و به‌خصوص ابوحامد محمد غزالی مخالفت کردند، اما خلیفه با شرایطی پذیرفت که محمود را پادشاه سلجوقیان بخواند. به این شرط که فرماندهی سپاه و امور مربوط به آن و نیز انتظامات شهرها در اختیار امیر اُنر قرار گیرد، و کارهای کشور و امور مالی در دست تاج الملک باشد، البته هر دو از طرفداران وفادار ترکان خاتون بودند. پس از چندی در روز ۲۲ شوال سال ۴۸۵ ه‍. ق، در بغداد خطبه به نام محمود بن ملکشاه که در آن زمان نزدیک پنج سال داشت، خوانده شد و به او لقب ناصرالدنیا و الدین دادند. محمود در حدود سال ۴۸۰ ه‍.ق به دنیا آمده بود و بنابراین، در زمان مرگ پدرش حدود پنج ساله بود. با مشروعیت سلطنتش، ترکان خاتون به نام او و با کمک دو متحدش امیر اُنر و وزیر تاج الملک افسار قدرت را در دست خود متمرکز و تثبیت کرد. او حتی گاهی به نام خود فرمان می داد، مثلأ؛ "خاتون سپاهیان را به جنگ گسیل کرد" یا "خاتون چنین صلاح دیده" گزارش می‌شود که ترکان خاتون برای جلب نظر خلیفه المقتدی، پسر او که نوه اش هم بود به نام جعفر را که مادرش مهملک دختر خودش و ملکشاه بود، و به امیرالمؤمنین کوچک معروف شده بود، به او بازگردانید. ماجرا این بود که پیش از مرگ ملکشاه، قرار بود که جعفر پسر خلیفه را در اصفهان به تخت خلافت نشانند، و مشخص بود که اگر این برنامه اجرا می‌گردید، قدرت روحانی خلیفه در مقام سلطنتی تجلی می‌یافت و این موضوع به حذف قدرت خلافت عباسی می‌انجامید. خلیفه المقتدی اگرچه از این موضوع و عواقب آن آگاه بود، امّا قدرت و توانایی بازگرداندن پسر خود را به بغداد نداشت، ولی قطعاً از عواقب نقشه سلجوقیان ترس داشت. در چنین شرایطی بود که ترکان خاتون که از ترس خلیفه آگاه بود، به یک معامله سیاسی دست زد و با بازگرداندن جعفر به پدرش المقتدی، حمایت او را از سلطنت پسرش محمود به دست آورد. تدبیر و سیاست ترکان خاتون و تاج الملک وزیر، در به وجود آوردن حزبی از دشمنان نظام الملک در دربار و دیوانسالاری، و این حقیقت که آن‌ها در لحظه حساس و سرنوشت‌ساز مرگ ملکشاه در بغداد بودند، آن‌ها را قادر ساخت که محمود پسر خردسال ملکشاه را به تخت حکومت نشاندند و خلیفه هم ناگزیر سلطنت او را پذیرفت.

## جنگ‌های ترکان خاتون با برکیارق بن ملکشاه
ترکان خاتون می‌کوشید برای در اختیار گرفتن همه قلمرو وسیع سلجوقیان، شهر اصفهان پایتخت سلجوقیان را تصرف کند. ترکان خاتون چون می‌دانست با وجود برکیارق در اصفهان، پسرش محمود نمی‌تواند به آسودگی حکومت کند، دستور داد تا برکیارق را در اصفهان به زندان انداختند. خود ترکان خاتون هم همراه با پسر خود محمود و سپاهیان طرفدار خود به سوی اصفهان رفت. از سوی دیگر، غلامان نظام الملک با حمله به یک انبار اسلحه، سلاح‌ها را به دست آوردند و اداره شهر اصفهان را به دست خود گرفتند. آن‌ها تاج الملک وزیر را مسئول مرگ خواجه نظام الملک می‌دانستند و به طرفداری از برکیارق برخاستند و او را از زندان درآوردند. در اصفهان برکیارق به تخت نشانده شد و خطبه را به نام او خواندند؛ بنابراین، در حالی که در بغداد خلیفه المقتدر به نام محمود خطبه خوانده بود و او را سلطان سلجوقیان معرفی کرده بود، در اصفهان برکیارق به کمک طرفداران نظام الملک به حکومت رسید. با آمدن سپاه ترکان خاتون، برکیارق و هوادران نظام الملک از اصفهان بیرون رفتند و به سوی ساوه عقب‌نشینی کردند. در اینجا گمشتگین، اتابک برکیارق با سپاه خود به آن‌ها پیوست و همگی با هم به ری رفتند. در ری برکیارق را به تخت نشاندند و رئیس شهر، ابومسلم سروشیاری که داماد خواجه نظام الملک بود، تاجی گوهرنشان بر بالای سر او آویخت.
با پیوستن امیر ارتاش و سربازان او به برکیارق، اردوی او کاملاً قدرتمند شد و آن‌ها با حمله به قلعه طبرک در نزدیکی ری آن را تصرف کردند. از سوی دیگر، ترکان خاتون که اصفهان را در دست داشت، سپاه بزرگ خود را همراه با تاج الملک وزیر، مأمور حمله به برکیارق کرد. جنگ دو سپاه در نزدیکی شهر بروجرد امروزی اتفاق افتاد و در این جنگ برخی از بزرگان و امیران سپاه به برکیارق پیوستند. بعد از یک جنگ بزرگ، در روز ۱۶ ذیحجه سال ۴۸۵ ه‍.ق سپاه ترکان خاتون شکست خورد و به سوی اصفهان عقب‌نشینی کردند. برکیارق و سپاهیان او هم از فرصت استفاده کردند و به دنبال آن‌ها تا اصفهان رفتند و شهر را در محاصره خود گرفتند. وزیر تاج الملک هم که در جریان جنگ به سوی بروجرد فرار کرده بود، دستگیر شد و او را به سوی برکیارق که اصفهان را در محاصره داشت، بردند. برکیارق که از لیاقت و کاردانی تاج الملک آگاهی داشت، تصمیم گرفت که از دانش و تجربه او استفاده کند و بنابراین او را بخشید. اگرچه تاج الملک، با بخشیدن پول و اموال زیادی بین بزرگان نظامیه، به دلجویی از آن‌ها پرداخت امّا غلامان نظام الملک که او را مسئول مرگ خواجه می‌دانستند، اندکی بعد او را در محرم سال ۴۸۶ ه‍.ق به قتل رسانیدند.
ترکان خاتون در اصفهان هم‌زمان که مشغول آماده کردن سپاه برای جنگ با برکیارق بود، بزرگانی همچون ابوالغنائم فارسی و مجدالملک قمی را برای مذاکره صلح به سوی برکیارق فرستاد. آن‌ها سرانجام برکیارق را راضی کردند که در برابر دریافت کردن پانصد هزار دینار از محاصره اصفهان دست بردارد؛ حکومت او رسمیّت یابد امّا اصفهان و فارس در دست ترکان خاتون و پسرش محمود باشد. برکیارق که در این زمان در مضیقه مالی بود، پیشنهاد ترکان خاتون را پذیرفت و بعد از این معاهده صلح، به سوی همدان رفت. برکیارق از حقِّ سلطنت خود چشم نپوشیده بود اما در آن هنگام برای او ضرورت داشت که به تجدید قوای سپاهیان خود توجه نشان دهد.
در چنین شرایطی ترکان خاتون که به شدت برای فرمانروایی پسرش محمود تلاش می‌کرد، از اسماعیل بن یاقوتی، دایی برکیارق که در آذربایجان حکومت می‌کرد، برای جنگ با برکیارق و طرفداران او کمک خواست و حتی به او وعده ازدواج هم داد. او پذیرفت و با سپاهی از ترکمانان آذربایجان به جنگ با برکیارق آمد. امّا در جنگی با سپاه برکیارق، شکست خورد و به اصفهان گریخت. اسماعیل در اصفهان مورد استقبال ترکان خاتون قرار گرفت و ترکان خاتون نام او را پس از نام پسر خود محمود بر سکه‌ها نقش کرد و می‌خواست با او ازدواج کند. در حالی که اسماعیل و ترکان خاتون می‌خواستند با همدیگر ازدواج کنند، جمعی از بزرگان و امیران سپاه علیه اسماعیل همدست شدند و از او خواستند تا اصفهان را ترک کند. اسماعیل از اصفهان به سوی خواهرش زبیده خاتون مادر برکیارق رفت و تصمیم گرفت به برکیارق بپیوندد، اما بعد از چند روز بزرگان سپاه برکیارق یعنی امیر گمشتگین جاندار، آق سنقر و بوزان، در شعبان ۴۸۶ ه‍.ق او را کشتند.

## شورش تاج‌الدوله تُتُش علیه برکیارق و سرانجام او
ترکان خاتون بار دیگر به کوشش برخاست و اینبار با پیشنهاد ازدواج به تاج‌الدوله تُتُش بن آلب ارسلان، عموی برکیارق و حاکم سوریه او را به همکاری دعوت کرد. در این زمان تُتُش مهم‌ترین مدعی حکومت سلجوقیان بود. او در گذشته، هنگامی که برای ملاقات با برادرش ملکشاه به بغداد می‌آمد، در منطقهٔ هیت واقع در کنار فرات، از مرگ او آگاه شد و بیدرنگ خود را سلطان سلجوقیان خواند. چون تُتُش به سوریه بازگشت امیران بزرگ چون آق سنقر و بوزان و یاغی سیان را از سلطنت خود مطلع کرد و از آن‌ها خواست که همراه با نیروهای خود به او بپیوندند. آن‌ها چاره‌ای نداشتند و در محل فرمانروایی خود خطبه به نام او خواندند. چندی بعد، تُتُش با آق سنقر و یاغی سیان، رحبه را گرفت و تُتُش در محرم سال ۴۸۶ ه‍.ق وارد شهر شد و خود را سلطان سلجوقیان بزرگ خواند. سپس رقه و نصیبین و موصل را هم گرفت. در این حال تُتُش نماینده‌ای به بغداد نزد گوهر آیین شحنهٔ بغداد فرستاد و از او خواست که در بغداد خطبه سلطنت به نام بخوانند. گوهر آیین نیز با او وعدهٔ مناسب داد و گفت که منتظر ورود سپاهیان او خواهد ماند. تُتُش در ربیع‌الثانی سال ۴۸۶ ه‍.ق از موصل به دیاربکر رفت و میافارقین و دیگر شهرهای آن سرزمین را گرفت و به سوی آذربایجان لشکر کشید و بدون اینکه با مقاومت سختی مواجه شود، وارد تبریز شد. برکیارق در برابر تُتُش، از سویی آماده جنگ شد و از سوی دیگر مخفیانه تلاش می‌کرد تا همکاری و دوستی فرماندهان پدرش مانند آق سنقر و بوزان را به دست آورد. سرانجام در جنگی که در نزدیکی ری اتفاق افتاد، امیر آق سنقر و امیر بوزان، شب همراه با سربازان خود به اردوی برکیارق پیوستند؛ بنابراین تُتُش که دیگر قدرت جگ با سپاه برکیارق را نداشت، در ذیقعدهٔ سال ۴۸۶ ه‍.ق به دمشق برگشت. برکیارق هم پس از این پیروزی، از امیر آق سنقر و امیر بوزان سپاسگزاری کرد و آن‌ها را مورد لطف قرار داد و آن‌ها به حلب و اورفه برگشتند و در قلمرو حکومت خود به نام برکیارق خطبه خواندند. بعد از این بود که برکیارق در ذیحجه سال ۴۸۶ ه‍.ق به بغداد رفت و از خلیفه خواست تا خطبه به نام او بخواند. خلیفه المقتدر فرمان سلطنت سلجوقیان را به نام برکیارق صادر کرد و به او لقب رکن الدنیا و الدین داد و خود او به زودی درگذشت و پسرش المستظهر خلیفه شد. در زمانی که برکیارق در بغداد بود و خطبه به نام او خوانده می‌شد، عموی او تکش که قبلاً دو بار قیام کرده بود و چشمان او را کور کرده بودند، دوباره مدعی سلطنت شد. برکیارق این عموی خود را که در قلعهٔ تکریت زندانی بود، به بغداد آورد و تحت نظر قرار داد. با وجود این، تکش با یاران خود در بلخ و طخارستان و همچنین با برادر خود تُتُش ارتباط برقرار کرد، و مخفیانه طرح سرنگون کردن برکیارق را ریخت. هنگامی که برکیارق از این توطئه‌ها مطلع شد، در ربیع‌الاول سال ۴۸۷ ه‍.ق دستور داد این عموی او را خفه کردند و در بغداد او را به خاک سپردند در این هنگام، تاج الدوله تُتُش با جمع‌آوری نیروهای تازه، به حلب و حوالی آن لشکر کشید. آق سنقر از برکیارق کمنک خواست و او هم سپاهی به حلب فرستاد. آق سنقر با این نیروهای کمکی در روز ۹ جمادی‌الاول سال ۴۸۷ ه‍.ق با تُتُش جنگید، اما شکست خورد و اسیر و اعدام شد. تُتُش که منطقه را در کنترل گرفته بود، از طریق جزیره به همدان آمد تا با ترکان خاتون ملاقات کند، اما در این هنگام بود که خبر مرگ ترکان خاتون رسید. نیروهای ترکان خاتون به تُتُش پیوستند و او هم یعقوب بن اباق از امیران ترکمن را با سپاهی به جنگ برکیارق در اصفهان فرستاد. یعقوب با حمله‌ای ناگهانی برکیارق را شکست داد، و با این پیروزی در شوال سال ۴۸۷ ه‍.ق در بغداد به نام تاج الدوله تُتُش خطبه خواندند. برکیارق که با دشواری جان خود را نجات داده بود، همراه با چند تن از یاران خود به نزدیکی اصفهان گریخت. یاران محمود بن ملکشاه او را گرفتند و زندانی کردند. بین اونر و بیگله بیک دربارهٔ میل کشیدن چشمان برکیارق و خاتمه دادن به ادعاهای سلطنت او اختلاف افتاد. از سوی دیگر، محمود گرفتار بیماری آبله شد و امراء هوادار محمود، ترجیح دادند که صبر کنند تا سرنوشت او معلوم شود. محمود از بیماری رهایی پیدا نکرد و در شوال ۴۸۷ ه‍.ق درگذشت، و امراء سپاه برکیارق را از زندان درآوردند و او را سلطان خواندند. در این میان، خود برکیارق هم به آبله دچار شد و تنها پس از دو ماه بهبود یافت.

## مرگ محمود و آغاز پادشاهی برکیارق
با مرگ ناگهانی محمود بن ملکشاه، برکیارق در اوج ناامیدی سلطان سلجوقیان شد اما برای تثبیت سلطنت خود مجبور بود عمویش تاج‌الدوله تتش را از بین ببرد. در این هنگام، تُتُش همدان را هم گرفت و امیر آخور والی آنجا به اصفهان گریخت و دربارهٔ موقعیت و قدرت تُتُش اطلاعاتی در اختیار برکیارق گذاشت. تُتُش از همدان به ری رفت و به امیران سپاه پیغام داد که به او بپیوندند. چون در این هنگام هنوز برکیارق گرفتار بیماری آبله بود، فرماندهان از تُتُش فرمانبرداری کردند و پاسخ تمکین‌آمیز دادند. کمی بعد، برکیارق از بیماری بهبود یافت و خود به جنگ تُتُش شتافت. در روز ۱۷ صفر سال ۴۸۸ ه‍.ق دو سپاه در نزدیکی ری با همدیگر جنگیدند. برکیارق در آغاز جنگ، پرچم پدرش ملکشاه را برافراشت و برخی از امیران با دیدن این پرچم، قبل از شروع نبرد به او پیوستند. تُتُش با وجود آشفتگی در سپاه و پراکنده شدن آنها، به شدت جنگید، تا اینکه در جنگ کشته شد. به این ترتیب، جنگ‌های که پس از مرگ ملکشاه آغاز شده بود و حدود دو سال و نیم ارکان امپراتوری سلجوقی را تکان داده بود، به پایان رسید، امّا برکیارق در دورهٔ حکومت خود همچنان با شورش‌هایی مواجه بود.

### کتابشناسی
- راحه الصدور و آیةالسرور، محمد بن علی بن سلیمان راوندی، به تصحیح محمد اقبال، انتشارات اساطیر
- تاریخ گزیده، حمدالله مستوفی، به تصحیح عبدالحسین نوایی، انتشارات امیرکبیر
- تاریخ ایران کمبریج، جلد پنجم، جی.آ. بویل و دیگران، ترجمه حسن انوشه، انتشارات امیرکبیر